# Monólogo musical
É muito difícil definir com precisão o que seja um monólogo musical. Não é uma ária, nem tampouco é um recitativo. O recitativo, um recurso muito empregado pelos compositores de ópera até a primeira metade do século XIX, fica a meio termo entre o canto e a fala. Geralmente escrito sem barra de compasso, o recitativo geralmente é usado para aqueles momentos da ação cênica mais triviais, que não merecem um tratamento musical mais elaborado, e pode ser para uma só voz, ou mais de uma. Mas o que distingue o monólogo musical do recitativo é que, longe de ser trivial, o monólogo musical marca um ponto culminante do drama, aquele em que um personagem define sua personalidade. Verdi parece ter sido o inventor do monólogo musical; pelo menos ele é o autor de alguns dos mais marcantes. Exemplos: o monólogo musical do primeiro ato do Rigoletto: Pari siamo! I'ho la língua, egli ha il pugnale! L'uomo son io che ride, ei quel che spegne... (Nós dois somos iguais, e
u tenho a 
língua, ele tem o punhal. Eu sou o homem que ri, ele, aquele que mata. Ou, outro exemplo mais marcante ainda: o famoso Credo de Iago, do segundo ato do Otello: 
Texto em Italiano
Credo in un dio crudel che m'ha creato simile a sè, e che nell'ira io nomo! Dalla viltà d'un germe, o d'un atomo, vile son nato. Son cellerato, perchè son uomo, e sento il fango originario in me. Si! Questa è la mia fè! Credo con fermo cuor, siccome crede la vedovella al tempio, che il mal ch'io penso, e che da me procede, per mio destino adempio...
Texto em Português
Creio num deus cruel que me criou semelhante a si, e que na ira eu nomeio. Da vileza de um germe, ou de um átomo, eu nasci vil. Sou celerado, porque sou homem, e sinto o barro original em mim. Sim, esta é a minha fé! Creio com toda firmeza, assim como crê a viuvazinha no templo, que o mal que eu penso, e que de mim procede, pelo meu destino eu cumpro.
Estas palavras são cantadas, com acompanhamento orquestral, o que as torna muito mais efetivas do que se fossem simplesmente faladas. Uma vez as ouvimos, elas ficam facilmente gravadas na nossa memória, a própria música ajuda a memorizar as palavras. Se buscarmos, no entanto, uma linha melódica ou um tema musical aí, falharemos, porque tal coisa simplesmente não existe. Esta é uma das diferenças mais marcantes entre um monólogo musical e um recitativo: um recitativo pode ser puramente instrumental - note-se por exemplo o admirável recitativo nos  contrabaixos no começo do último movimento da Nona Sinfonia de Beethoven, pouco depois retomado pela voz do baixo com as seguintes palavras: O Freunde! Nicht diese Töne... O monólogo musical perde todo o sentido quando isolado do contexto dramático no qual está inserido.